# Paul Merker (Literaturhistoriker)
Paul Merker (* 24. April 1881 in Dresden; † 25. Februar 1945 in Stolpen) war ein deutscher Literaturhistoriker und Hochschullehrer.

## Leben
Merker, Sohn des Schuldirektors Ernst Merker, hatte ab 1917 eine Professur an der Universität Leipzig, ab 1921 an der Universität Greifswald und ab 1928 an der Universität Breslau (heute: Wrocław) inne. Er war 1923 Referent für die von Arthur Koetz eingereichte Inaugural-Dissertation zum Thema Das Grabbeproblem in seiner zeitgeschichtlichen Bindung an der Greifswalder Philosophischen Fakultät unter dem Dekanat von Johannes Mewaldt.
Paul Merker erlebte zusammen mit seiner Frau Erna die Luftangriffe auf Dresden und starb an den Folgen einer Rauchgasvergiftung am 25. Februar in Stolpen.

## Schriften
- mit Wolfgang Stammler als Herausgeber: Reallexikon der deutschen Literaturgeschichte. Unter Mitwirkung zahlreicher Fachgelehrter. Walter de Gruyter, Berlin 1925–1931, 4 Bde.
- Der Verfasser des Eccius dedelatus u. a. Reformationsdialoge. Niemeyer, Halle (Saale) 1923.
- Neuere deutsche Literaturgeschichte. Perthes, Gotha 1922.
- Studien zur neuhochdeutschen Legendendichtung. Leipzig 1906 (Promotion zum Dr. phil.)
- Das Strafrecht der altisländischen Grágás. 1908 (Promotion zum Dr. jur.)
- Simon Lemnius. Ein Humanistenleben. Leipzig 1908 (Habilitation)